# Urugwaj na Zimowych Igrzyskach Olimpijskich 1998
Urugwaj na Zimowych Igrzyskach Olimpijskich 1998 reprezentował 1 zawodnik. Był to pierwszy i zarazem jedyny do tej pory start Urugwaju na zimowych igrzyskach olimpijskich.

## Dyscypliny

### Narciarstwo alpejskie

#### Mężczyźni
- Gabriel Hottegindre
  - slalom - 24. miejsce